# Farnell Castle
Farnell Castle ist ein Tower House, etwa 6,5 km südlich von Brechin in der schottischen Council Area Angus. Der rechteckige Bau stammt vom Beginn des 16. Jahrhunderts.

## Geschichte
Die bis heute erhaltene Burg ersetzte eine frühere Burg an dieser Stelle aus dem Jahr 1296. Ursprünglich war es der Palast des Bischofs von Brechin. Bischof William Meldrum nannte ihn 1512 „Palatium nostrum“ (dt.: unser Palast). Um 1566 wurde er eingerichtet, vermutlich von Abt Donald Campbell. Catherine, Countess of Crawford, ließ Farnell Castle in eine weltliche Burg umwandeln. Später kaufte der Earl of Southesk die Burg. Im 19. Jahrhundert diente sie als Armenhaus.

## Architektur
Die Burg hat drei Stockwerke und wurde aus Bruchstein und Schiefer errichtet.
Der östliche Teil war die Residenz des Bischofs und hat Staffelgiebel. An der Nordseite befindet sich ein Aborterker mit Sanitäreinrichtungen. Am Ostgiebel befindet sich auf der Höhe der Böden eine Doppelreihe von Konsolen und Konsolen sollten auch die gedeckte Galerie unterstützen. Auf den nördlichen Skewpots befinden sich kleine, eingeschnittene Schilder. Eines davon trägt die Initiale „M“ und eine Krone darüber, das andere „I. M.“, was für „Jesu Maria“ stehen soll. An der Vorderseite liegt ein Wendeltreppenturm.
Historic Scotland hat Farnell Castle als historisches Bauwerk der Kategorie A gelistet. Ein zugehöriger Taubenturm ist außerdem als Denkmal der Kategorie B eingestuft.
Auf dem Burggelände gibt es auch die Ruine eines rechteckigen Anbau-Taubenhauses mit Bruchsteinmauern, die durch spätere Strebewerke gestützt werden.